# COVID-19-Pandemie in Nordkorea
Die COVID-19-Pandemie in Nordkorea ist ein regionales Teilgeschehen der weltweit grassierenden COVID-19-Pandemie.

## Hintergrund und Prognosen
Mit der Volksrepublik China grenzt Nordkorea an ein Land mit anfangs hohen Zahlen von Betroffenen von COVID-19. Die Grenze zwischen Nordkorea und der Volksrepublik China gilt als durchlässig, die zwischen den beiden koreanischen Staaten als die am strengsten bewachte der Erde. Weiterhin gibt es noch eine nur 17 km lange Grenze mit Russland entlang eines Flusses, die nur eine Eisenbahnbrücke als feste Querung besitzt und als bedeutungslos gilt. Experten sagen, dass eine Epidemie in Nordkorea aufgrund des chronischen Mangels an medizinischer Versorgung und der schlechten Gesundheitsinfrastruktur des Landes problematisch sein könnte. Das Coronavirus könne in Nordkorea viel tödlicher verlaufen als im benachbarten China.

## Verlauf

### Januar 2020
Nordkorea schloss als erstes Land weltweit zum 21. Januar 2020 seine Grenzen vollständig; alle Ausländer in Nordkorea wurden für einen Monat unter Quarantäne gestellt. Auch importierte Waren wurden 14 Tage lang isoliert. Es wurde verkündet, ab dem 22. Januar 2020 keine ausländischen Touristen mehr ins Land zu lassen.
Am 30. Januar 2020 berichtete die nordkoreanische Nachrichtenagentur KCNA von einem Notstandsgesetz und über die Einrichtung eines Hauptquartiers gegen die Epidemien in Nordkorea.

### Februar 2020
Am 29. Februar 2020 forderte Kim Jong-un strengere Maßnahmen, um eine Ausbreitung von COVID-19 nach Nordkorea zu verhindern, sonst werde dies „schwerwiegende Folgen“ für das Land haben.

### März 2020
Ende März 2020 standen nach Angaben der nordkoreanischen Nachrichtenagentur KCNA 2.280 Einwohner unter Quarantäne. 3.600 Einwohner waren aus der Quarantäne bereits entlassen worden.

### April 2020
Laut dem nordkoreanischen Staatsfunk trat bis 2. April 2020 kein COVID-19-Fall in Nordkorea auf.
Nach Angaben der Weltgesundheitsorganisation wurden bis zum 2. April 709 Menschen in Nordkorea getestet, darunter elf Ausländer. Mehr als 24.800 Menschen seien aus der Quarantäne entlassen worden. In diesem Monat wurde wahrscheinlich auch die offizielle Internetseite des Gesundheitsministeriums zur COVID-19-Pandemie, Inminbogon, freigeschaltet.
Laut Information von der südkoreanischen Internetzeitung NK News soll es seit dem 20. April vermehrt zu Panikkäufen gekommen sein und damit verbunden zu Warenengpässen in Pjöngjang. Der Grund für die Engpässe ist unbekannt, es wurde aber spekuliert, eine sich ausbreitende Pandemie könne der Grund sein. Am selben Tag vermeldete das staatliche Auslandspresseorgan Naenara, dass die nordkoreanischen Schulen und Hochschulen nach verlängerten Winterferien unter strengen Maßnahmen zur Eindämmung des Virus teilweise wieder öffnen konnten.
Die Parteizeitung der Partei der Arbeit Koreas, Rodong Sinmun, warnte die Bürger am 21. April davor, arrogant zu werden und die Gefahr der Pandemie zu ignorieren. Diese sei ein „katastrophales Desaster“, das Gesellschaft und Wirtschaft stark schädige. Auch wenn das Virus noch nicht in Nordkorea angelangt sei, müssten die Maßnahmen unbedingt weiter eingehalten werden.

### Juni 2020
Die Weltgesundheitsorganisation und das nordkoreanische Gesundheitsministerium gaben im Juni bekannt, dass in Nordkorea alle Schulen geöffnet seien.

### Juli 2020
Im Juli 2020 berichteten nordkoreanische Staatsmedien über den möglicherweise ersten COVID-19-Fall des Landes. Ein Nordkoreaner, der 2017 nach Südkorea floh, sei über die Grenze zurückgekehrt und möglicherweise infiziert. Diese Behauptung sorgte in Südkorea für Aufsehen, da diese Grenze nur schwer passierbar ist. Das südkoreanische Militär bestätigte aber, dass möglicherweise jemand über die Grenze geflohen war. Die Polizei gab bekannt, dass ein Haftbefehl gegen den Mann vorlag, da er einige Tage zuvor eine Frau, ebenfalls Flüchtling aus Nordkorea, vergewaltigt haben soll.

### August 2020
Der Handel mit China brach laut offiziellen Zahlen 2020 um mehr als 80 Prozent ein.
Stürme und Überschwemmungen vernichteten im Spätsommer 2020 Teile der Ernte. Laut offiziellen zweifelhaften Zahlen ging die Lebensmittelproduktion 2020 um 15 bis 20 Prozent zurück. Dennoch wies Nordkorea Angebote humanitärer Hilfe zurück.

### März 2021
Der UN-Sonderberichterstatter für die Menschenrechtslage in Nordkorea Tomás Ojea Quintana hat im März 2021 in einem Bericht an den UN-Menschenrechtsrat vor einer „ernsten Nahrungsmittelkrise“ gewarnt. Es gebe bereits Berichte über Hungertote und eine zunehmende Zahl von bettelnden Kindern und Alten, die von ihren Familien nicht mehr versorgt werden könnten.

### Mai 2022
Am 12. Mai 2022 wurde bekannt, dass fiebernde Patienten in der Hauptstadt Pjöngjang am vergangenen Sonntag positiv auf die SARS-CoV-2-Variante Omikron getestet wurden. Kim Jong-un sprach von einem „schweren nationalen Notfall“ und kündigte einen strengen Lockdown für die Stadt an. Damit erreichte der Coronavirus zumindest offiziell zwei Jahre nach Pandemiebeginn Nordkorea. Seither hat sich das Virus in Nordkorea mutmaßlich rasch verbreiten können. Am 18. Mai 2022 wurden 232.880 Neuinfektionen sowie sechs Todesfälle binnen 24 Stunden gemeldet, insgesamt gibt es nach dortigen Behördenangaben 1,72 Millionen Infizierte sowie 62 Todesfälle. Die Dunkelziffer dürfte erheblich höher ausfallen.

### Januar 2023
Vom 25. Januar 2023 an bis zum 30. Januar 2023 wurde aufgrund von „Atemwegserkrankungen“ und gewöhnlichen Erkältungen ein Lockdown über Pjöngjang verhängt. Die Einwohner wurden angewiesen, mehrmals täglich ihre Körpertemperatur messen zu lassen. Zuvor wurde nach dem Aufkommen von Gerüchten zu Hortungen seitens der Bevölkerung berichtet.

### August 2023
Am Sonntag, dem 27. August 2023 teilten die Gesundheitsbehörden mit, dass Staatsangehörige Nordkoreas wieder einreisen dürften. Die Rückkehrer mussten sich nach der Einreise für eine Woche in Quarantäne begeben.